# Тогитогига
 Тогитогига (англ. Togitogiga) — водопад на острове Уполу в Самоа. Состоит из нескольких каскадов. Находится на реке Малатоа (англ. Malatoa River), в природном парке Тогитогига.
Расположен в 28 километрах к югу от Апиа близ автомобильной трассы Кросс-Айлэнд-Хайвэй (англ. Cross Island Highway), восточнее на 5 км от перекрёстка Сиуму (англ. Siumu Junction).
После обильных дождей водопад превращается в бурный поток.